# Neil Brooks
Neil Brooks, född 27 juli 1962, är en före detta australisk frisimmare mest känd för segern i 4 × 100 m medley i olympiska sommarspelen 1980 i Moskva som en del av Quietly Confident Quartet, som det vinnande australiska simlandslaget kallades. Brooks var lika känd för sina disciplinproblem som han var för sina resultat i simning. Han hade ofta problem med byråkratin kring sporten, och hans beteende ledde ibland till sanktioner. Hans internationella karriär slutade när han blev avstängd för att ha druckit 46 burkar öl på planet tillbaka till Australien efter Samväldesspelen 1986. Efter sin karriär blev han sportkommentator, men blev senare sparkad på grund av sina alkoholproblem.
Brooks föddes i Crewe i England men flyttade till Australien med sina föräldrar redan som liten. Han började ta simlektioner efter att han nästan drunknat i en olycka när han var sju år. Efter att inledningsvis ha varit känd för sin brist på teknik, steg han snabbt i ungdomsrankningen. Brooks debuterade som trettonåring i Australiska mästerskapen 1976, först men 1979 gjorde han sin landslagsdebut för Australien i Världscupen i simning. År 1980 slog han Australiens rekord i 100 m fristil, tack vare detta fick han en inbjudan till att vara med på ett landslagsläger. Där hade han sin första konflikt med byråkratin, han anklagade dem för att ha försummat honom. Efter det kvalificerade han sig för det australiska laget till de olympiska sommarspelen 1980 i Moskva 1980, där de australiska simmarna deltog trots politikernas uppmaning att bojkotta tävlingen på grund av den sovjetiska invasionen av Afghanistan. Under OS i Moskva deltog Brooks i 100 m fristil, men missade finalen, och i 4 × 100 m medley, där han tog in avståndet och passerade Sovjetunionens Sergej Kopljakov, under andra etappen, vilket ledde till en knapp vinst för Australien. Det var första gången USA inte vann den här grenen i OS.
Efter OS uteslöts Brooks från det australiska sportinstitutet, Australian Institute of Sport (AIS), av Don Talbot för disciplinära orsaker. Brooks accepterade ett simstipendium från University of Arkansas, där han njöt av den mer liberala disciplinstandarden. Han återvände år 1982 till Australien för att delta i Samväldesspelen i Brisbane och återigen ilsknade han till mot tjänstemän under ett förberedande träningsläger. Efter påtryckningar för förbättrade boendealternativ var Brooks inblandad i ett fysiskt gräl med lagets chef. Som en konsekvens av detta fick han en avstängning som skulle börja verka efter Samväldesspelen. Hans lagkamrater protesterade mot straffet och hotade  att gå i strejk, vilket resulterade i att avstängningen hävdes. Trots den turbulenta förberedelsen lyckades Brooks väl i Samväldesspelen, han vann 100 m fristil, han vann även både 4 × 100 m medley och fristil med sina lagkamrater. Brooks tävlade under olympiska sommarspelen 1984 i Los Angeles. Detta var hans andra OS, han vann silver i 4 × 100 m fristil och brons i medley efter att ha simmat deltävlingarna, han fick inte delta i finalen. Brooks internationella karriär slutade efter Samväldesspelen 1986 i Edinburgh, där han vann silver i 100 m fristil och guld i 4 × 100 fristil. Brooks slutade med simningen efter att återigen ha blivit avstängd, denna gång på grund av att han hade druckit 46 burkar öl under hemresan. Senare blev han expertkommentator för simning. Han avskedades 1998 av disciplinära orsaker.

## Biografi

### Ungdomsåren

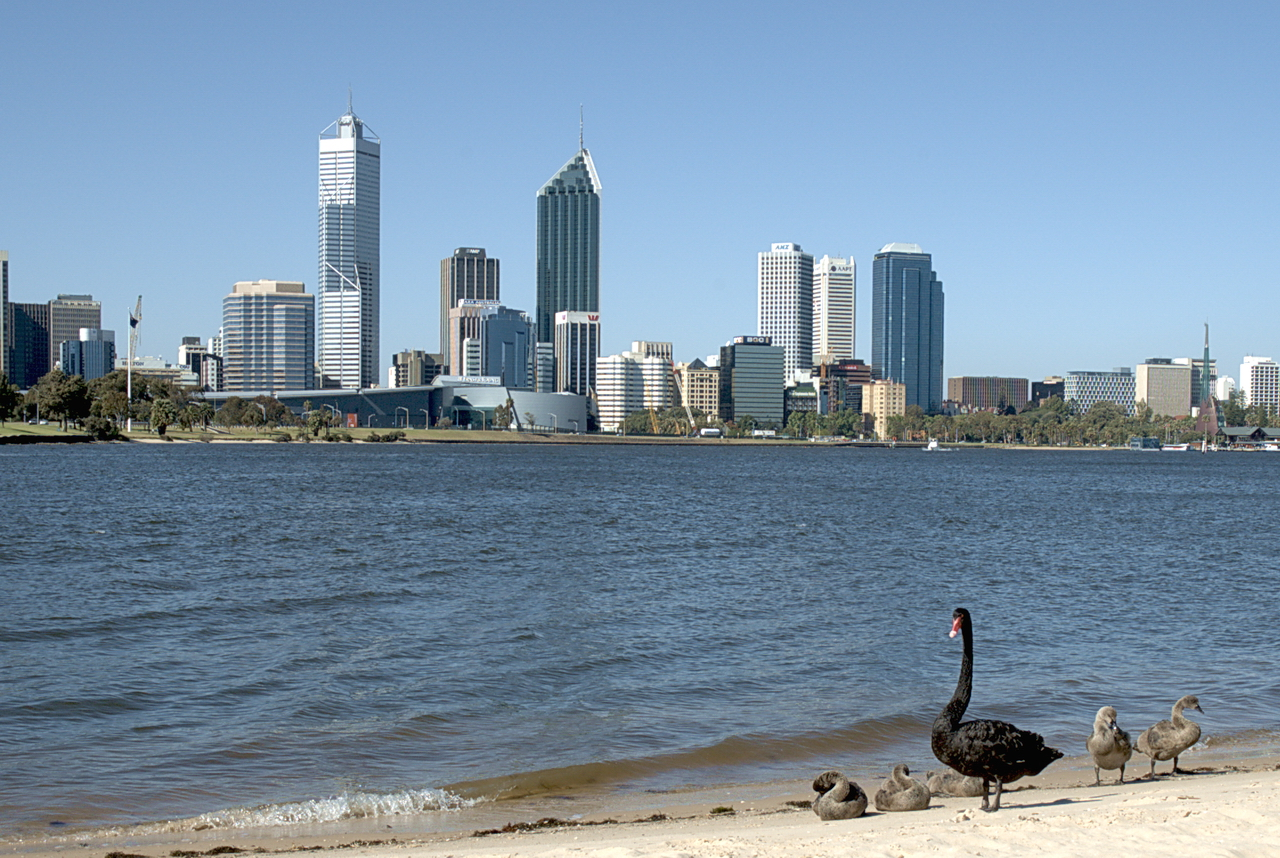
Swan River, platsen där Brooks nästan drunknade. Händelsen fick hans föräldrar att skriva in honom i simundervisning.

Neil Brooks föddes i Crewe i England, som enda barn till Mick och Norah Brooks, men flyttade till Western Australia med sina föräldrar när han var fyra år gammal. Hans första vattenäventyr blev nästan hans sista, då han som sjuåring lekte med en vän på stranden till floden Swan River och  de klättrade in i en båt som drev  ut på djupare vatten och välte. Brooks, som ännu inte kunde simma, var tvungen att hålla sig fast i båten medan hans vän simmade iland för att hämta hjälp. Hans föräldrar skrev efter denna händelse genast in honom för simundervisning i Marylands simklubb. Kort därefter bytte han så att han fick en coach, Kevin Duff. Duff coachade honom under femton år. Efter sex veckor med Duff som coach kom Brooks trea i 50 m bröstsim i statsmästerskapen i sin åldersgrupp. Trots att Duff coachat flera OS-medaljörer, som Kevin O'Halloran, Lyn McClements, David Dickson och Lynne Watson, var Duff knappt känd utanför västra Australien. Brooks, känd för sin rebelliska natur, hade stor tilltro till sin coach och menade att "He's not pushy like many other Australian coaches and he's not in the politics of Australian swimming".
Brooks gick i grundskolan och tränade i simhallen Beatty Park. Han dominerade hela tiden i statsmästerskapen i sin åldersgrupp. Han vann brons i 100 och 200 m ryggsim och silver i 200 m frisim vid australiska ungdomsmästerskapen i sin åldersgrupp säsongen 1974. På grund av sin bristande teknik var han känd som "Basher Brooks" under sina första år, men i början av gymnasiet hade han tränat upp sin simteknik. Trots bristerna i teknik var han alltid säker på sin mentala förmåga, "before I just swam on guts, now I had the stroke as well as the guts. I was always the toughest kid in the race", har han sagt om det.
När Brooks var tretton år tappade  han mycket av sitt självförtroende, då han efter att ha varit mästare i alla fyra simsätten de föregående fyra åren, nu plötsligt förlorade hela tiden. De andra ungdomarna hade växt mer i puberteten och han kämpade för att kunna matcha dem. Inom ett år började Brooks dock växa ikapp och blev återigen dominerande bland ungdomarna. Han ändrade också från distanslopp till sprintlopp.

### Nationell debut
Under 1976, när Brooks var tretton år, debuterade han i Australiska mästerskapen, men det blev ingen pallplacering och han missade uttagningen till de olympiska sommarspelen 1976 i Montreal. Samma år var det australiska landslaget i Perth på ett förberedelseläger inför OS. Deltagarna fick bo hos personer från den lokala simklubben, hos Brooks bodde Mark Tonelli, hans framtida stafettkamrat, som var känd för sin bristande disciplin. Brooks blev dock inspirerad, han tyckte Tonelli var en stor inspirationskälla för att bli olympisk medaljör.
Under säsongen 1976-77 kom Brooks fram som en möjlig sprinter för australiska landslaget. Han slog sex rekord genom att vinna två tävlingar i västra australiska mästerskapen. Han simmade 100 m fristil på 56,56 sekunder, och slog statsrekordet för fjorton-, femton- och sextonåringar, innan han gjorde samma sak i 200 m ryggsim. Som fjortonåring deltog  han i sitt andra nationella mästerskap och kom fyra i 100 m frisim. Säsongen 1978 kom han trea i 100 m fristil, men lyckades inte komma med i laget till Samväldesspelen 1978, han missade det med 0,03 sekunder. Han tillbringade resten av året med att träna och studera på Leederville Technical College. Under året slog Brooks tre australiska rekord för sin åldersgrupp, i 200 m medley, 200 m ryggsim och 100 m frisim. Under australienska mästerskapen i kortbanesimning i Launceston 1979, vann han silver i 200 m medley och brons i 100 m fristil. Hans prestationer gav honom en plats i det australiska landslaget i en världscuptävling i Tokyo i april 1979, då var han sexton år och nio månader gammal.
När han var sjutton år simmade Brooks på 51,91 sekunder i 100 m frisim i Perth i januari 1980, den tiden var nytt australiskt rekord. Med detta resultat i ryggen blev han inbjuden till sitt första träningsläger med landslaget. Med på lägret fanns coachen Bill Sweetenham, för att titta till blivande landslagssimmare. Brooks hade den första av många konflikter med ledningen, han menade att Bill Sweetenham bara hade coachat honom 2-3 gånger, vilket han tyckte var för lite. Han lämnade lägret för att träna med sin egen coach, Kevin Duff. Under Australiska mästerskapen år 1980 tyckte många att 100 m frisim bara stod mellan Tonelli och Brooks. Brooks kom tvåa i 100 m frisim, ifrånsimmad under de sista meterna av Tonelli. Som resultat av detta blev Brooks uttagen till både det individuella loppet och till lagkapp i 4 × 100 m medley vid olympiska sommarspelen 1980 i Moskva.
Efter sovjets invasion av Afghanistan bojkottade USA spelen, och den största delen av västvärlden valde att följa USA:s exempel. Australiens premiärminister, Malcolm Fraser, som satt i Australiens olympiska kommitté (AOC), satte tryck på de australiska deltagarna att också bojkotta spelen, men Mark Tonelli ansåg att bojkotten endast skulle straffa idrottarna och att handelsförbindelserna skulle fortsätta som förut. Han fick de andra i landslaget att hävda sin rätt att få deltaga.

### Olympiska spelen i Moskva 1980
Lagkappen i 4 × 100 m medley vid olympiska sommarspelen 1980 i Moskva blev en höjdpunkt Brooks karriär. Loppet, som hölls två dagar före Brooks födelsedag, hade alltid vunnits av USA sedan det kom med i OS-programmet år 1960, men USA:s bojkott av spelen gav andra länder chansen. Loppet hade körts fem gånger tidigare i OS-sammanhang och Australiens bästa resultat var ett silver i öppningsloppet under olympiska sommarspelen 1960 i Rom. Ett brons år 1964 var deras enda andra medalj i det här loppet. Den här gången sågs Australien som en medaljkandidat, men inte som en av de nationer som hade störst guldchans; De största favoriterna var Sverige, Storbritannien och Sovjetunionen. Värdarna för OS (Sovjetunionen) skröt om sina simmare, silvermedaljörer i 100 m rygg- respektive bröstsim, och deras fjärilsimmare som kommit femma och deras frisimmare som kommit fyra. Storbritannien hade Duncan Goodhew, guldmedaljören i bröstsim. Sveriges ryggsimmare och fjärilsimmare hade båda vunnit sina respektive lopp, och Sveriges frisimmare hade kommit tvåa. På pappret var Australiens lag i jämförelse med dessa nationer mycket sämre. Peter Evans var den enda australiska simmare som hade tagit en medalj i ett individuellt hundrameterslopp när han tog brons i bröstsim. Mark Kerry hade blivit utslagen i semifinalen i ryggsim, samtidigt som Tonelli fick göra loppet som fjärilsimmare trots att han hade en bättre tid än Kerry i 100 m ryggsim. Ytterligar press kom på Australien då de inte hade vunnit en enda guldmedalj sedan sommar-OS år 1972 och inte hade vunnit några guldmedaljer i detta OS än så länge heller. Australien kom till OS rankade som sjua av de tretton länder som deltog i simningen. Australiens chanser till guld ökade under heaten då Sverige blev diskat. Tonelli, den äldsta simmaren i Australiens kvartett samlade laget runt sig och var lagets de facto ledare. Han frågade sina lagkamrater om vilken tid alla satsade på att simma under loppet. Kerry lovade att simma sin sträcka (ryggsim) på 57 sekunder, Evans (bröstsim) på 63 sekunder, Tonelli (fjärilsim) på 54 sekunder och Brooks lovade att simma på 49 sekunder trots att hans personliga rekord låg på 51 sekunder. Tonelli kallade kvartetten för Quietly Confident Quartet och när de ställde upp inför finalen visade de stort självförtroende.
Kerry simmade snabbare än han hade på gjort i sitt individuella lopp, trots detta var det två sekunder långsammare än hans personliga rekord på 57,87 sekunder. Australien låg efter detta på fjärde plats efter första sträckan. Evans slog sitt personliga rekord när han simmade på 63,01 sekunder, och Australien var nu nästan ikapp värdnationen, Sovjetunionen. Tonelli simmade sin sträcka på 54,94 sekunder, nästan två sekunder snabbare än sitt tidigare personliga rekord. Han gjorde detta med en ojämn armteknik på grund av sin ojämna armstyrka. Han började tappa meter under de sista 50 meterna, han låg nästan en kroppslängd bakom tills ett sent ryck tog honom fram till ungefär en meter bakom ledande nationen. Brooks dök sedan och kom efter en väl tajmad dykning nästan ifatt den sovjetiska simmaren. Halvvägs hade han kommit ifatt. Sovjetunionens simmare kom till 75-metersmärket före Brooks, men Brooks kom återigen ifatt och sprintade och vann med en knapp marginal på 0,22 sekunder. Han andades inte de sista tio meterna och har hävdat att han skrattade de fem sista meterna, när han visste att Sovjetunionens simmare inte kunde passera honom. Brooks slutförde sin sträcka på 49,86 sekunder, som han lovat sina lagkamrater. Den totala tiden för det australiska laget, 3 minuter och 45,70 sekunder, gav Australien sin första guldmedalj i lagmedley i olympiska sammanhang, för både män och kvinnor. Brooks sade att lagets vinst var för hans mor som hade dött i cancer under julen året innan. Väl hemma i Australien mottogs kvartetten som hjältar. Trots detta övervägde Brooks ett tag att sluta med simningen då han inte hade samma hunger efter framgång längre efter segern i Moskva. År 2000 mottog Brooks och de andra i kvartetten varsin Australian Sports Medal för vinsten i Moskva.
I det individuella loppet i frisim, som hölls efter lagtävlingen, kom Brooks först i sitt heat. En av hans motståndare var den förväntade bronsmedaljören, Per Johansson från Sverige. Brooks simmade på 52,11 sekunder, och hade den sjunde snabbaste tiden av dem som hade kvalificerat sig för en semifinal. Men innan loppet led han av en astmaattack. Han simmade trots detta semifinalen, under loppet hade han en hjärtfrekvens på 120 mot normalt 72. Han kom sjua i loppet med en tid på 52,70 sekunder, vilket gav honom en fjortonde plats totalt, och han missade finalen med 0,83 sekunder.

### Samväldesspelen 1982

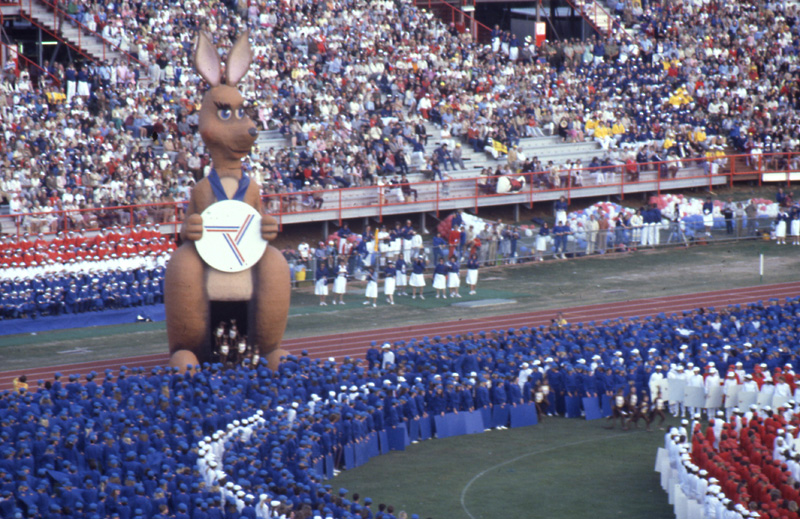
Öppningsceremonin vid Samväldesspelen 1982 i Brisbane.

Brooks deltog i Samväldesspelen i Brisbane 1982 där han vann 100 m fristil individuellt, han vann även både 4 × 100 m medley och fristil med sina lagkamrater. 

### Olympiska spelen i Los Angeles 1984
Brooks tävlade under olympiska sommarspelen 1984 i Los Angeles. Detta var hans andra OS, han vann silver i 4 × 100 m fristil och brons i medley efter att ha simmat deltävlingarna, han fick inte delta i finalen. 

### Samväldesspelen 1986
Brooks deltog i Samväldesspelen 1986 i Edinburgh, där han vann silver i 100 m fristil och guld i 4 × 100 fristil.